# Like Red on a Rose
Like Red on a Rose è un album in studio del cantante di musica country statunitense Alan Jackson, pubblicato nel 2006.

## Tracce
1. Anywhere on Earth You Are – 4:13 (Tim Krekel, Danny O'Keefe)
2. Good Imitation of the Blues – 3:23 (Patrick Brayer)
3. Like Red on a Rose – 3:32 (Robert Lee Castleman)
4. Nobody Said That It Would Be Easy – 3:44 (Castleman)
5. Don't Change on Me – 3:26 (Jimmy Holiday, Eddie Reeves)
6. The Firefly's Song – 3:56 (Castleman)
7. Wait a Minute – 4:22 (Herb Pedersen)
8. Had It Not Been You – 4:01 (Sidney Cox)
9. A Woman's Love – 4:13 (Alan Jackson)
10. Don't Ask Why – 3:01 (Roy Freeland, Bill LaBounty)
11. As Lovely As You – 4:05 (John Pennell)
12. Where Do I Go From Here (A Trucker's Song) – 4:02 (Castleman, Stephen Foster)
13. Bluebird – 3:25 (Leon Russell)